# 聖石小子
《聖石小子》（日语：RAVE）是日本漫畫家真島浩初創作的长篇日本漫畫作品。描写圣石「RAVE」的继承人哈鲁，圣石的使者普鲁和丧失记忆的少女艾丽一同踏上拯救世界的旅程。
於《週刊少年Magazine》1999年32號開始連載，直至2005年35號的最終回。單行本全35卷，最後一卷於2005年9月16日發行。至2020年2月记载，该作品已在全世界发行量达2350万册。

## 故事背景
五十年前發生「王國戰爭」。掌管這世界的邪惡魔石，擁有威脅全人類的「DB」（DARK BRING），在五十年後的今再次的甦醒。唯一能對抗他的希望，就是那位萬中選一，可以使用聖石「RAVE」的少年哈魯。而他那意外地找到，像雪人一般的可愛小東西普魯，展開一場收集和净化DB救世之路。
很久以前，世界發生大規模的沙漠化、氣溫上升、傳染病肆虐、出生率降低，世界即將滅亡，只有一個人存活下來──阿榭拉·烈惡古洛。她找到星之記憶，利用它操縱時空，讓世界回到富饒康樂的時代。但「富饒康樂的時代」始終要回到世界滅亡的未來。所以阿榭拉·烈惡古洛利用星之記憶篡改歷史，譜出一個的新的未來。後人稱為「平行世界」。改變歷史會產生了讓平行世界回到原有「富饒康樂的時代」的力量──「安德列斯」。
但這種治標不治本的方法已經沒有用了，因為安德列斯復活所需的時間愈來愈短。魔導精靈力是足以干擾時間運行的超級魔力，擁有足以與操縱時相等的能力。只要把安德列斯誘入星之記憶，將魔導精靈力貫入時空之杖，使其魔力全數釋放出來，就可消滅安德烈斯。
最大謎題是艾麗的身份及雷娜的真正殺父仇人。

## 用語
RAVE
舊稱Holy Bring，俗稱「聖石」，對抗Dark Bring和星庫雷牙的聖石。0015年，莉莎·范倫鐵諾在席風尼亞王國運用魔導精靈力創造出Holy Bring，莉莎將Holy Bring交給第一代聖石使者席巴。隨後假裝逝世（實際是前往詩歌大陸長眠50年）。為紀念莉莎的貢獻，席巴根據她的名字的首末字母「ReshA ValentinE」，把Holy Bring稱為「RAVE」。
Dark Bring
簡稱「DB」，俗稱「魔石」，數量多至無法估計的魔石。在每年的「時間交會之日」（9月9日），通過「闇黑靈夢」儀式可大量製造Dark Bring，所以其數量是逐年上升的。世界各地的黑暗勢力都利用Dark Bring作惡。只能用聖石「RAVE」的力量或者聖石使者普魯的鼻（或者是角）才能消滅Dark Bring。Dark Bring的等級由低至高排列如下：上級DB、最上級DB、六星DB、母石DB。普通人只能控制一顆Dark Bring，較強的人（例如：凱爾·烈惡古洛）可控制五顆Dark Bring，強者（例如：四天魔王之一的阿斯拉）身上嵌入並能控制約200顆Dark Bring。 而5枚母石DB其實是遺忘之王「安德列斯」本身。
星之記憶，又稱星塵回憶
由人類記憶集合而成結晶化的異次元空間，任何力量都無法破壞。席風尼亞王族流傳著一個傳說，指所有疑問和答案都在於星之記憶（事實上並非如此）。
平行世界
與現實世界相對。當初人類即將滅亡的世界為「現行世界」，受到阿榭拉·烈惡古洛篡改歷史而不會步上原有滅亡之路的世界為「平行世界」（把現行世界看待為一條時間軸，篡改歷史而成的世界就是軸中間分叉出來的新軸，與原有的軸平行。所以新軸稱為「平行世界」）。
安德列斯（Endless）
意為「無止境」，以消滅「平行世界」為目標的怪獸，人稱「遺亡之王」。安德列斯會不斷消失和誕生，所以其名字的意思是「無止境」。
魔導精靈力與本字讀音無關──讀作「）
乃英語「Aether Ion」的音譯，意為「以太（又譯乙太）離子」。RAVE是通過魔導精靈力創造出來的。世界上只有一個人──莉莎·范倫鐵諾擁有魔導精靈力。

## 地名
以下列出《聖石小子》內重要的地方。
車庫島
意為「車庫（又稱車房）」。車庫島是詩歌大陸南岸的島嶼，主角哈魯·葛羅利一家的住處，首任聖石使者席巴的出身地。惡魔卡片成員為找尋聖石，一路追著席巴，席巴路經車庫島，遇上追哈魯·葛羅利。
詩歌大陸
原文乃英語「Song」的片假名，意為「歌曲」。詩歌大陸是五片大陸之一，是故事開始、主角哈魯·葛羅利起程尋找聖石RAVE的起點。
- Hip Hop城
  - 原文乃英語「Hip Hop Town」的片假名，意為「Hip Hop（或譯嘻哈）鎮」。Hip Hop城是詩歌大陸南岸市鎮，距車庫島最近的市鎮。主角哈魯·葛羅利在此遇上另一主角艾麗。

- 龐克街
  - 原文乃英語「Punk Street」的片假名，意為「龐克（又譯朋克）街」。龐克街在詩歌大陸南部，是世界上最著名的武器銷售場。

- 斯卡村
  - 連續5年下雨的村落。主角哈魯·葛羅利抵達後得悉是「惡魔卡片」成員GO因一己之私──為了拍攝下雨的〝電影〞場景而連續5年使用機器製造人工降雨──而令到全村村民受苦，打敗了GO，按停機器。斯卡村復見藍天。

- 多雷摩羅山
  - 詩歌大陸北部的山。原文乃英語「Tremolo Mountain」的片假名，意為「震音（又稱顫音）山」。聖石RAVE分裂四散，其中一塊落入多雷摩羅山的「夢穴」內，蒼天四戰士之一的迪亞杭特把守了50年以防被歹人奪去。

- 艾克斯派利門／艾克斯派立門／艾克斯派力蒙（漫畫的中文譯本內有不一致的譯法，但直式介紹該都市時用「艾克斯派力蒙」譯法）
  - 原文乃英語「Experiment」的片假名，意為「實驗」。艾克斯派力蒙是詩歌大陸最大的都市。艾克斯派力蒙沿海都市，岸邊有「愛爾蘭海灘」。「王國戰爭博物館」長年門庭冷落，但因聖石使者在詩歌大陸聲名大噪，人流急升。

- 布魯斯市
  - 原文乃英語「Blues City」的片假名，意為「布魯斯（又譯藍調）市」。主角哈姆利歐·姆吉卡成長的地方。詩歌大陸東岸城市，在布魯斯車站（Blues Station）乘火車可達路卡大陸。

- 魔導精靈力研究所
  - 研究魔導精靈力的地方，被元素使者摧毀。

- 艾爾娜迪亞
  - 號稱「美之都」，在龐克街以東。

路卡大陸
乃英語「Luke」的片假名，意為「路加」。路卡大陸是五片大陸之一，有「混沌的世界」之稱。
- 樂博里亞
  - 結界之城。

- 仞之塔
  - 在「時空交會之日」透過「闇刻靈夢」儀式製造魔石「End of Earth」（地球之死）的塔。

- 波尼塔
  - 醫藥之都（Drug City），路卡大陸中部城市。

- 艾迪爾之湖（Edel Lake）
  - 空中賭場。

席風尼亞大陸
五片大陸之一，席風尼亞王國的根據地。席風尼亞是勇氣和慈愛的國度。利用聖石RAVE抵抗亞古羅夫的侵略。
- 烈惡古洛國
  - 兩大國家之一，企圖以武力統一全世界的國家，一一拒絕別國提出的協議、和解、折衷方案。利用魔石Dark Bring強大起來，威脅別國。

- 底巴可之村
  - 風之村。

亞爾巴那大陸
五片大陸之一。
- 亞里路滋城
  - 惡魔卡片創立地。

沙薩貝魯克大陸
- 力霸沙哩
  - 南方之堡。詩歌大陸西南方的島嶼，藏有一顆聖石RAVE。海底要塞River Saly。

伊瑪大陸
- 里貝拉

- 伊瑪大陸西南部。舞姬之都。

其他
- 赫朵寇亞山脈／核心山脈
  - 原文乃英語「Hard Core」，惡魔卡片的本部。

## 出版書籍
單行本
| 冊數 | 講談社         | 講談社                 |
| 冊數 | 發售日期       | ISBN                   |
| ---- | -------------- | ---------------------- |
| 1    | 1999年11月15日 | ISBN 978-4-06-312779-9 |
| 2    | 1999年12月13日 | ISBN 978-4-06-312788-1 |
| 3    | 2000年2月15日  | ISBN 978-4-06-312806-2 |
| 4    | 2000年5月15日  | ISBN 978-4-06-312841-3 |
| 5    | 2000年7月14日  | ISBN 978-4-06-312860-4 |
| 6    | 2000年9月12日  | ISBN 978-4-06-312884-0 |
| 7    | 2000年11月14日 | ISBN 978-4-06-312904-5 |
| 8    | 2001年1月15日  | ISBN 978-4-06-312925-0 |
| 9    | 2001年3月14日  | ISBN 978-4-06-312950-2 |
| 10   | 2001年5月15日  | ISBN 978-4-06-312969-4 |
| 11   | 2001年8月8日   | ISBN 978-4-06-313008-9 |
| 12   | 2001年9月13日  | ISBN 978-4-06-313019-5 |
| 13   | 2001年11月14日 | ISBN 978-4-06-313042-3 |
| 14   | 2002年1月15日  | ISBN 978-4-06-313065-2 |
| 15   | 2002年3月12日  | ISBN 978-4-06-313085-0 |
| 16   | 2002年5月15日  | ISBN 978-4-06-363106-7 |
| 17   | 2002年7月15日  | ISBN 978-4-06-363122-7 |
| 18   | 2002年9月13日  | ISBN 978-4-06-363144-9 |
| 19   | 2002年11月11日 | ISBN 978-4-06-363165-4 |
| 20   | 2003年2月14日  | ISBN 978-4-06-363201-9 |
| 21   | 2003年4月15日  | ISBN 978-4-06-363224-8 |
| 22   | 2003年6月13日  | ISBN 978-4-06-363249-1 |
| 23   | 2003年8月9日   | ISBN 978-4-06-363272-9 |
| 24   | 2003年10月17日 | ISBN 978-4-06-363297-2 |
| 25   | 2003年12月17日 | ISBN 978-4-06-363318-4 |
| 26   | 2004年2月17日  | ISBN 978-4-06-363336-8 |
| 27   | 2004年4月16日  | ISBN 978-4-06-363358-0 |
| 28   | 2004年6月17日  | ISBN 978-4-06-363387-0 |
| 29   | 2004年8月17日  | ISBN 978-4-06-363412-9 |
| 30   | 2004年10月15日 | ISBN 978-4-06-363435-8 |
| 31   | 2005年1月17日  | ISBN 978-4-06-363471-6 |
| 32   | 2005年3月17日  | ISBN 978-4-06-363496-9 |
| 33   | 2005年5月17日  | ISBN 978-4-06-363523-2 |
| 34   | 2005年7月15日  | ISBN 978-4-06-363549-2 |
| 35   | 2005年9月16日  | ISBN 978-4-06-363569-0 |

文庫版
| 書名 | 講談社         | 講談社                 |
| 書名 | 發售日期       | ISBN                   |
| ---- | -------------- | ---------------------- |
| 1    | 2006年8月10日  | ISBN 978-4-06-370335-1 |
| 2    | 2006年8月10日  | ISBN 978-4-06-370336-8 |
| 3    | 2006年9月12日  | ISBN 978-4-06-370345-0 |
| 4    | 2006年9月12日  | ISBN 978-4-06-370346-7 |
| 5    | 2006年10月12日 | ISBN 978-4-06-370364-1 |
| 6    | 2006年10月12日 | ISBN 978-4-06-370365-8 |
| 7    | 2006年11月10日 | ISBN 978-4-06-370381-8 |
| 8    | 2006年11月10日 | ISBN 978-4-06-370382-5 |
| 9    | 2006年12月12日 | ISBN 978-4-06-370393-1 |
| 10   | 2006年12月12日 | ISBN 978-4-06-370394-8 |
| 11   | 2007年1月12日  | ISBN 978-4-06-370403-7 |
| 12   | 2007年1月12日  | ISBN 978-4-06-370404-4 |
| 13   | 2007年2月9日   | ISBN 978-4-06-370418-1 |
| 14   | 2007年2月9日   | ISBN 978-4-06-370419-8 |
| 15   | 2007年3月9日   | ISBN 978-4-06-370429-7 |
| 16   | 2007年3月9日   | ISBN 978-4-06-370430-3 |
| 17   | 2007年4月12日  | ISBN 978-4-06-370443-3 |
| 18   | 2007年4月12日  | ISBN 978-4-06-370444-0 |

### 相關書籍
| 書名                              | 講談社         | 講談社                 |
| 書名                              | 發售日期       | ISBN                   |
| --------------------------------- | -------------- | ---------------------- |
| RAVE THE GOODS BOOK               | 2000年12月20日 | ISBN 978-4-06-334367-0 |
| RAVE THE GUIDE BOOK               | 2000年12月20日 | ISBN 978-4-06-334368-7 |
| RAVE THE GOODS BOOK DELUXE        | 2001年10月15日 | ISBN 978-4-06-334464-6 |
| RAVE 0 THE GUIDE BOOK SPECIAL     | 2001年10月15日 | ISBN 978-4-06-334465-3 |
| RAVE Another World THE GUIDE BOOK | 2002年3月13日  | ISBN 978-4-06-345410-9 |
| RAVE THE GUIDE BOOK THIRD         | 2002年7月15日  | ISBN 978-4-06-345499-4 |
| RAVE なぞなび                     | 2003年10月17日 | ISBN 978-4-06-334784-5 |
| RAVE THE LAST GUIDE BOOK          | 2005年9月16日  | ISBN 978-4-06-372064-8 |

## 電視動畫
只講述漫畫內容的開首約30%（至第12卷第95回）。

### 製作人員
- 原作 - 真島浩
- 監督 - 渡部高志
- 助監督 - 則座誠
- 系列構成 - 岸間信明
- 人物設定 - 松島晃
- 美術監督 - 中山恭子
- 色彩設計 -
- 撮影監督 - 川口正幸
- 編集 - 坂本雅紀
- 音樂 - 川井憲次
- 音響監督 - 藤野貞義（日语：藤野貞義）
- 音響效果 - 蔭山滿（日语：ダックスインターナショナル）
- 製作人 - 間瀨泰宏、野口和紀
- 動畫製作 - STUDIO DEEN
- 製作 - RAVE製作委員會（源生哲雄、諸富洋史（日语：諸冨洋史）、岡崎剛之（日语：岡崎剛之））、TBS

### 主題曲
片頭曲
「Butterfly Kiss」（第1話 - 第25話）
作詞、歌 - 米倉千尋 / 作曲 - 鵜島仁文 / 編曲 - aqua.t
「Higher and Higher」（第26話 - 第51話）
作詞、作曲 - 雲子 / 編曲 - DECKY
歌 - 雲子（第26話 - 第50話） / 歌 - 川澄綾子（第51話）
片尾曲
「琥珀の揺りかご」（第1話 - 第25話）
作詞、作曲、歌 - 米倉千尋 / 編曲 - aqua.t
「飛行船」（第26話 - 第51話）
作詞、作曲 - 雲子 / 編曲 - 山田正人
歌 - 雲子（第26話 - 第50話） / 歌 - 川澄綾子（第51話）

### 各話標題
| 話数 | 日文標題 | 中文標題                   | 劇本              | CG                | 演出            | 作畫監督        |
| ---- | -------- | -------------------------- | ----------------- | ----------------- | --------------- | --------------- |
| 1    |          | 聖石繼承者                 | 岸間信明          | 渡部高志          | 則座誠          | 服部憲知        |
| 2    |          | 爆焰的休達                 | 岸間信明 十川誠志 | 松下之宏          | 松下之宏        | 森本浩文        |
| 3    |          | 傳說中的鐵匠姆吉卡         | 隅澤克之          | 石山貴明          | 上坪亮樹        | 高橋真一        |
| 4    |          | 獸劍之男藍斯               | 時村尚            | 新留俊哉          | 吉田俊司        | 服部憲知        |
| 5    |          | 復活！十戒劍               | 岸間信明          | 松下宏之          | 清水明          |                 |
| 6    |          | 對決！姆吉卡的兩把劍       | 隅澤克之          |                   | 則座誠          | 高橋真一        |
| 7    |          | 決勝負！勝利的爆裂之劍     | 隅澤克之          | 石山貴明          | 松下之宏        | 波風立流        |
| 8    |          | 銀之律動姆吉卡             | 時村尚            | 佐藤照雄          | 上坪亮樹        | 森本浩文        |
| 9    |          | 普魯的秘密                 | 岸間信明          | 新留俊哉          | 新留俊哉        |                 |
| 10   |          | 雷鳴的記憶                 | 吉岡孝夫          | 鈴木輪流郎        | 吉田俊司        | 武田優作 松島晃 |
| 11   |          | 舞國英雄                   | 隅澤克之          | 渡部高志          | 清水明          | 服部憲知        |
| 12   |          | 最後一幕                   | 時村尚            | 石山貴明          | 即座誠          | 佐藤和巳        |
| 13   |          | 星降之地                   | 吉岡孝夫          | 松下之宏          | 松下之宏        | 波風立流        |
| 14   |          | 神秘的殺手                 | 岸間信明          | 即座誠            | 上坪亮樹        | 森本浩文        |
| 15   |          | 第二顆聖石                 | 隅澤克之          | 新留俊哉          | 新留俊哉        | 武田優作 松島晃 |
| 16   |          | 決鬥！放逐戰場             | 時村尚            | 吉田俊司          | 吉田俊司        | 河南正昭        |
| 17   |          | 休達 毀滅於天空            | 吉岡孝夫          | 松下之宏          | 清水明          | 服部憲知        |
| 18   |          | 拉普索迪亞爆炸倒數5秒      | 岸間信明          | 新留俊哉          | 即座誠          | 佐藤和巳        |
| 19   |          | 3173之女                   | 隅澤克之          | 松下之宏          | 松下之宏        | 森本浩文        |
| 20   |          | 艾麗的悲劇…                | 時村尚            | 渡部高志          | 大庭秀昭        | 松岡秀明        |
| 21   |          | 激烈衝突！哈魯隊殛克哈爾德 | 吉岡孝夫          | 新留俊哉          | 新留俊哉        | 武田優作 松島晃 |
| 22   |          | 封印之劍 倫賽布            | 岸間信明          | 新留俊哉          | 吉田俊司        | 河南正昭        |
| 23   |          | 魔導精靈力覺醒             | 隅澤克之          | 松下之宏          | 清水明          | 波風立流        |
| 24   |          | 與艾麗的約定               | 隅澤克之          | 松下之宏          | 則座誠 平向智子 | 森本浩文        |
| 25   |          | 再會了 詩歌大陸            | 時村尚            | 則座誠            | 松下之宏        | 佐藤和巳        |
| 26   |          | 大強盜！甩屁股隊           | 吉岡孝夫          | 吉田俊司          | 吉田俊司        | 松島晃          |
| 27   |          | 結界之都 樂博里亞          | 岸間信明          | 石山貴明          | 上坪亮樹        | 服部憲知        |
| 28   |          | 命運的牽絆                 | 岸間信明          | 石山貴明          | 平向智子        | 波風立流        |
| 29   |          | 魔人的首領凱爾             | 時村尚            | 則座誠            | 松下之宏        | 松島晃          |
| 30   |          | 戰慄！王宮守五神           | 吉岡孝夫          | 松下之宏          | 吉村章          | 森本浩文        |
| 31   |          | 最後倒數計時               | 岸間信明          | 吉田俊司          | 吉田俊司        | 佐藤和巳        |
| 32   |          | 第5把劍 藍紅雙龍劍         | 時村尚            | 松下之宏          | 平向智子        | 松島晃          |
| 33   |          | 蒼天四戰士克蕾雅           | 吉岡孝夫          | 石山貴明          | 則座誠          | 服部憲知        |
| 34   |          | 凱爾與大王                 | 岸間信明          | 松下之宏          | 吉村章          | 波風立流        |
| 35   |          | 戰鬥的理由                 | 隅澤克之          | 吉田俊司          | 吉田俊司        | 森本浩文        |
| 36   |          | 悲傷的天空                 | 時村尚            | 則座誠            | 平向智子        | 松島晃          |
| 37   |          | 永別了吾友                 | 吉岡孝夫          | 渡部高志 吉田俊司 | 則座誠          | 佐藤和巳        |
| 38   |          | 星之記憶                   | 時村尚            | 石山貴明          | 吉村章          | 服部憲知        |
| 39   |          | RAVE 誕生                  | 吉岡孝夫          | 新留俊哉          | 松下之宏        | 波風立流        |
| 40   |          | 0065普魯傳說               | 隅澤克之          | 吉田俊司          | 吉田俊司        | 松島晃          |
| 41   |          | 決死的街頭表演             | 岸間信明          | 渡部高志 則座誠   | 平向智子        | 森本浩文        |
| 42   |          | 空中賭場 艾迪雷克          | 時村尚            | 新留俊哉          | 吉村章          | 佐藤和巳        |
| 43   |          | 甩屁股隊的大反攻           | 吉岡孝夫          | 松下之宏          | 松下之宏        | 服部憲知        |
| 44   |          | 突破死亡風暴               | 岸間信明          | 吉田俊司          | 吉田俊司        | 波風立流        |
| 45   |          | 魔石使者降臨               | 隅澤克之          | 松下之宏          | 平向智子        | 松島晃          |
| 46   |          | 復活！！六祈將軍           | 吉岡孝夫          | 新留俊哉          | 吉村章          | 森本浩文        |
| 47   |          | 龍人的真相                 | 時村尚            | 松下之宏          | 松下之宏        | 佐藤和巳        |
| 48   |          | 悲哀的銀術師               | 隅澤克之          | 吉田俊司          | 吉田俊司        | 服部憲知        |
| 49   |          | 激戰過後                   | 吉岡孝夫          | 新留俊哉          | 平向智子        | 松島晃          |
| 50   |          | 記憶之門                   | 岸間信明          | 松下之宏          | 松下之宏        | 波風立流        |
| 51   |          | 對未來的誓言               | 岸間信明          | 渡部高志          | 則座誠          | 森本浩文        |

### 關聯商品
主題曲CD
| 標題              | 歌手     | 發售           |
| ----------------- | -------- | -------------- |
| Butterfly Kiss    | 米倉千尋 | 2001年10月31日 |
| 琥珀のゆりかご    | 米倉千尋 | 2001年10月31日 |
| Higher and Higher | 雲子     | 2002年5月1日   |
| 飛行船            | 雲子     | 2002年5月1日   |

原聲音樂集
- RAVE THE SONG & STORY
- RAVE 聲樂&原聲音樂集II All need is RAVE
- RAVE 原創聲音樂集 III「MUSIC SIDE」
- RAVE 戲劇&角色歌 「VARIETY SIDE」

## 普魯的犬日記
《普魯的犬日記》（日语：プルーの犬日記）由真島浩創作，短篇搞笑漫畫。於Comic BomBom2002年6月號連載開始到2007年5月號完成。全60回的其中57回被收錄在單行本。以在該作家的代表作品聖石小子》裡登場的狗（?）·普魯為中心，與住在蘋果村的搞笑人們描畫各種生活。略稱是「普魯犬」。
故事中出來的地名，主要被加上水果名。

### 蘋果村角色
普魯
本作主角。
同作者的作品《聖石小子》的主要角色。
在蘋果村西方茂密的森林被神秘的植物（?）吃掉時得到紙的幫助以來，成為紙的家犬在蘋果村生活。
《FAIRY TAIL》也有登場。
台詞只有「噗嗯」（根據情況也有變化）。愛吃的東西是糖。
紙
名字那樣，身體用紙做的角色。
羅吉
老婆婆村長
蘋果村村長，死後200年的幽靈老太婆的姿容。
鈴木人
民子
自第4話作為羅吉養貓登場的貓。
早苗
住在富士山的畫家。
火箭大叔
月星人
向日葵爺爺
報馬蟲
原名「田中」。
熊三郎
殿下
河童
愛德
神秘的鳥角色。
獨角獸
☆Rock
「扁狗會」會長。
羅布羅
☆Rock的愛犬。
機器羅吉
Dr.熊貓
羅吉爸爸
羅吉的父親。
耶誕老人
馬當GO
多桑警官
在特別篇《名偵探羅吉 消失的鑽石棒棒糖》裡登場的警官。
時髦颶風
食仙人
平頭男
天使
有著叔叔臉的天使。

### 客串角色
布丁軍團
《聖石小子》裡登場，與普魯牠們戰鬥，有著叔叔臉的布丁角色們。第29話登場。
歐尼歐
《MONSTER SOUL》登場的洋蔥鬼。
克利芬（克利馮加藤）
《聖石小子》的主要角色之一。
大臣
來自短期刊登作品《FAIRY TALE》的演出。
嚕嗶
《聖石小子》的主要角色之一。
波尼
《聖石小子》的主要角色之一。
茱莉亞
《聖石小子》的主要角色之一。
哈比
《FAIRY TAIL》的主要角色之一。
可可娜&毛毯子
來自短期刊登《COCONA》裡登場的惡魔公主可可娜和愛貓毛毯子。
蛋奇摩
《聖石小子》裡登場的馬。作為動物園的動物一頭登場。
艾麗
《聖石小子》的女主角。作為民子的畫登場。

### 必需品
養狗執照
養貓執照
真實松茸
「到底是」西洋跳棋
變身大百科
真實光線槍

### 用語
蘋果雨
辣椒雨
照片比賽
歷代金蘋果獎得獎者
肌肉學校

### 副標題
1. 村子裡來了一隻狗（?）
2. 老婆婆村長的訓犬計畫
3. 看門狗
4. 養狗執照
5. 天才畫家普魯
6. 飛向宇宙
7. 月星人出現!
8. 瓶中普魯與羅吉
9. 蘋果雨
10. 永別了，紙
11. 羅吉的攝影比賽
12. 河童
13. 連載周年紀念!金蘋果獎!
14. 私願是隻白鴿
15. 扁狗Rock!
16. 機器羅吉
17. 一起去採松茸吧!
18. 狗毛節
19. 普魯真的是狗嗎?
20. 到學校展現肌肉吧!
21. 太強了!偉大度檢測
22. 克利芬童話
23. 驚奇蛋
24. 變身音頭唷唷咿唷嘿
25. 兩週年紀念!金蘋果獎
26. 海邊集錦
27. 刺激動物園
28. 決戰異星人
29. 普魯的狗狗傳奇
30. 羅吉的漫畫家之路
31. 克利芬童話2〜紙杜瑞拉篇〜
32. 耶誕前夕
33. 豆子
34. 馬當GO!
35. 感冒了!
36. 喜歡羅吉大作戰
37. 祝!三週年!金蘋果獎
38. 老婆婆的秘密
39. 肌肉、肌肉!
40. 當心時髦的風
41. 食仙人出現!
42. 讓我們來種花吧!
43. 羅吉變得〜〜〜好長喔!
44. 把賭場給毀了!
45. 讓我們來釣黑魔王吧!
46. 普魯的靈魂
47. 恐怖……真實光線!
48. 男人就要敲太鼓鼕鼕鏘鼕
49. 祝四周年 金蘋果獎
50. 獨自一人的普魯
51. 大熱天的故事
52. FAIRY TAIL
53. 加油吧、紅隊
54. 笨天使
55. 紙超人現身!
56. 超級名模·羅吉
57. {\displaystyle {1 \over 24}}

特別附錄漫畫!「老婆婆的聖石日記」（單行本第1卷收錄）
特別篇 名偵探羅吉 消失的鑽石棒棒糖（單行本第2卷收錄）

### 單行本
| 卷數 | 講談社        | 講談社                 | 東立出版社   | 東立出版社             |
| 卷數 | 發售日期      | ISBN                   | 發售日期     | ISBN                   |
| ---- | ------------- | ---------------------- | ------------ | ---------------------- |
| 1    | 2004年4月16日 | ISBN 4-06-323999-3     | 2006年5月3日 | ISBN 986-11-7851-1     |
| 2    | 2005年7月15日 | ISBN 4-06-332026-X     | 2006年5月9日 | ISBN 986-11-7852-X     |
| 3    | 2007年2月16日 | ISBN 978-4-06-332068-8 | 2007年5月8日 | ISBN 978-986-11-7853-0 |

## 外部連結
- 漫畫官方網站（日語）
- http://www.tbs.co.jp/rave2001/ （页面存档备份，存于）（已失連）（日語）